# 661 (szám)
A 661 (római számmal: DCLXI) egy természetes szám, prímszám.

## A szám a matematikában
A tízes számrendszerbeli 661-es a kettes számrendszerben 1010010101, a nyolcas számrendszerben 1225, a tizenhatos számrendszerben 295 alakban írható fel.
A 661 páratlan szám, prímszám. Normálalakban a 6,61 · 102 szorzattal írható fel.
Pillai-prím.
Középpontos tízszögszám és csillagprím.
A 661 négyzete 436 921, köbe 288 804 781, négyzetgyöke 25,70992, köbgyöke 8,71098, reciproka 0,0015129. A 661 egység sugarú kör kerülete 4153,18549 egység, területe 1 372 627,804 területegység; a 661 egység sugarú gömb térfogata 1 209 742 637,7 térfogategység.
A 661 helyen az Euler-függvény helyettesítési értéke 660, a Möbius-függvényé −1.